# كريستوفر بود (رياضياتي)
كريستوفر بود (بالإنجليزية: Christopher Budd)‏ هو رياضياتي بريطاني، ولد في 15 فبراير 1960.